# Graye-et-Charnay
Graye-et-Charnay là một xã của tỉnh Jura, thuộc vùng Bourgogne-Franche-Comté, miền đông nước Pháp.